# دوري كرة القدم الأمريكية 1978
دوري كرة القدم الأمريكية 1978 هو موسم من دوري كرة القدم الأمريكية ‏. فاز فيه نيويورك أبولو ‏.